# Лабранг
Лабранг (кит. спр. 拉卜楞镇, піньїнь: Lābŭléng Zhèn) — містечко в східнокитайській провінції Ганьсу, адміністративний центр повіту Сяхе у Ганьнань-Тибетській автономній префектурі.

## Географія
Лабранг розташовується на стику Лесового і Тибетського плато.

### Клімат
Містечко знаходиться у зоні, котра характеризується континентальним субарктичним кліматом. Найтепліший місяць — липень із середньою температурою 12.8 °C (55 °F). Найхолодніший місяць — січень, із середньою температурою -8.9 °С (16 °F).
| Клімат Лабранга         | Клімат Лабранга | Клімат Лабранга | Клімат Лабранга | Клімат Лабранга | Клімат Лабранга | Клімат Лабранга | Клімат Лабранга | Клімат Лабранга | Клімат Лабранга | Клімат Лабранга | Клімат Лабранга | Клімат Лабранга | Клімат Лабранга |
| Показник                | Січ.            | Лют.            | Бер.            | Квіт.           | Трав.           | Черв.           | Лип.            | Серп.           | Вер.            | Жовт.           | Лист.           | Груд.           | Рік             |
| Абсолютний максимум, °C | 10              | 7               | 17              | 21              | 20              | 22              | 26              | 27              | 22              | 17              | 15              | 10              | 27              |
| Середній максимум, °C   | 0               | 1               | 9               | 12              | 12              | 16              | 18              | 19              | 15              | 10              | 6               | 2               | 10              |
| Середня температура, °C | −9              | −8              | 0               | 4               | 6               | 9               | 12              | 12              | 8               | 2               | −3              | −8              | 5               |
| Середній мінімум, °C    | −18             | −17             | −10             | −3              | 1               | 3               | 7               | 5               | 1               | −6              | −13             | −18             | −5              |
| Абсолютний мінімум, °C  | −26             | −26             | −18             | −10             | −2              | −2              | 2               | −2              | −7              | −17             | −26             | −31             | −31             |
| Вологість повітря, %    | 52              | 46              | 43              | 54              | 63              | 64              | 74              | 71              | 74              | 65              | 53              | 50              | 59              |
| ----------------------- | --------------- | --------------- | --------------- | --------------- | --------------- | --------------- | --------------- | --------------- | --------------- | --------------- | --------------- | --------------- | --------------- |
| Джерело: Weatherbase    |                 |                 |                 |                 |                 |                 |                 |                 |                 |                 |                 |                 |                 |